# دنیس لارنس
دنیس ویلیام لارنس (انگلیسی: Dennis William Lawrence؛ زادهٔ ۱ اوت ۱۹۷۴) یک بازیکن فوتبال اهل ترینیداد و توباگو است.
وی همچنین در تیم ملی فوتبال ترینیداد و توباگو بازی کرده‌است.